# Somebody else's problem
"Somebody else's problem" (afgekort SEP, ook wel "someone else's problem", vertaald: iemand anders' probleem) is een uitdrukking om, terecht of op cynische toon onterecht, aan te geven dat een persoon niet aanspreekbaar is voor iets op basis van het idee dat iemand anders daar verantwoordelijk voor is. Dergelijke problemen kunnen zowel kwesties zijn die de mensheid als geheel aangaan, als bedreigingen voor een bepaald persoon die genegeerd wordt. Het wordt ook gebruikt om aan te geven dat een factor of drijfveer buiten bereik valt en dus niet beïnvloedbaar is. Het kritische of verwijtende gebruik verwijst naar het bewust (immoreel) ontlopen van invloed of verantwoording.

## Psychologie
Een psychologisch effect wanneer een persoon zichzelf van het probleem afkeert ontstaat door
- Het individu ziet de invloed op zijn of haar situatie niet, ook al bestaat een dergelijke invloed wel. De motivatie van de scheiding is hier de overmaat van andermans probleem, in conflict met of meer dan eigen behoeften en ambities.
- Een groep waarmee we ons niet identificeren.
- Het betreft een probleem dat op eigen cultureel niveau geen betekenis heeft. Door niet begrijpen van symbolische communicatie of cultuurspecifieke communicatie.
- Een overdaad aan informatie (informatie-vermoeidheidssyndroom)
- Het zoeken naar een ideale oplossing - de neiging om een gedeeltelijke oplossing van een probleem af te wijzen omdat het niet het hele probleem dekt. Degenen die vinden dat er in een bepaalde situatie geen actie moet worden ondernomen, gebruiken deze misvatting vaak om tegen elke voorgestelde actie in te gaan.

Daarentegen wordt het nemen van verantwoordelijkheid voor negatieve gebeurtenissen die feitelijk buiten menselijke controle liggen, geassocieerd met depressie en het idee van hulpeloosheid, vooral bij adolescenten.

## Douglas Adams
Douglas Adams' boek Het leven, het heelal en de rest (1982), onderdeel van Het Transgalactisch Liftershandboek (boek)-serie introduceert een komische beschrijving met het idee van een "SEP veld" als een soort camouflagevoorziening:
'Een SEP is iets dat we niet kunnen zien, of niet zien, of ons brein laat het ons niet zien, omdat we denken dat het een probleem is van iemand anders. Het brein knipt het er gewoon uit, zoiets als een blinde vlek.' (...) 'Het Somebody Else's Problem-veld ... vertrouwt op de natuurlijke aanleg van mensen om niets te zien wat ze niet willen, niet verwachtten of niet kunnen uitleggen.'